# Джон Кранк
Джон Кранк (англ. John Crank; *6 лютого 1916, Гайндлі — †3 жовтня 2006) — англійський математик. Відомий завдяки дослідженням з чисельного аналізу диференціальних рівнянь з частинними похідними.

## Біографія
Джон Кранк народився в Гайндлі, що в Великому Манчестері в Ланкаширі (Англія), в сім'ї тесляра. Навчався в університеті Манчестера з 1934 по 1938 роки, який закінчив зі ступенем магістра. Був учнем знаменитих вчених — Дугласа Гартрі та Вільяма Брегга. В 1953 році університет Манчестера надав йому ступінь доктора наук (DSc).
Працював над питаннями балістики під час Другої світової війни, а потім в області математичної фізики в Лабораторії Фундаментальних Досліджень Курталда з 1945 по 1957 рік. З 1957 по 1981 рік працював в університеті Брунеля, де в 1966 році отримав звання професора математики. Був двічі віце-президентом університету Брунеля, на його честь названо один з корпусів цієї установи.
Був одружений з Джоан Кранк († 2005), з якою прожив 63 роки, у них було двоє дітей. Був завзятим садівником і подарував заснований ним сад університету Брунеля після свого виходу на пенсію.

## Наукові дослідження
Основною темою його досліджень були методи чисельних розв'язків диференціальних рівнянь з частинними похідними і, зокрема, розв'язок проблем теплопередачі. Він став відомим разом з Филліс Ніколсон завдяки розвитку особливого методу скінченних різниць для чисельного розв'язку рівняння теплопровідності та дифузії, котрий зараз відомий як метод Кранка — Ніколсон. У своїй відомій книзі «Математика дифузії» опублікував аналітичні і чисельні розв'язки цього диференціального рівняння для різноманітних крайових та початкових умов. В подальшому працював над розв'язками математичних моделей росту кристалів та процесів охолодження.